# Дятел вогнистий
Дятел вогнистий (Reinwardtipicus validus) — вид дятлоподібних птахів родини дятлових (Picidae). Мешкає в Південно-Східній Азії. Це єдиний представник монотипового роду Reinwardtipicus, названого на честь нідерландського натураліста Каспара Георга Карла Рейнвардта.

## Опис

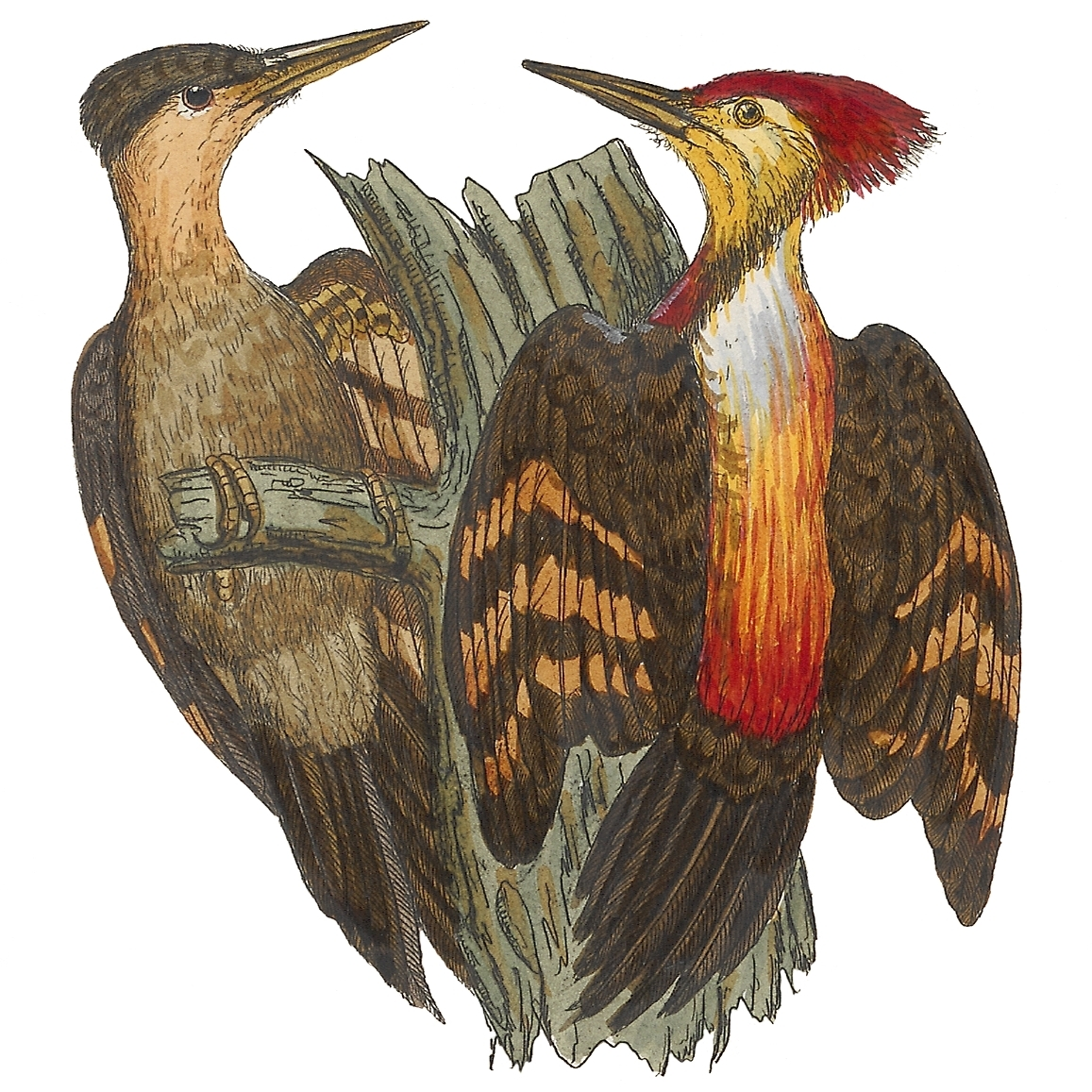
Вогнисті дятли

Довжина птаха становить 30 см, вага 155-185 г. У самців лоб, тім'я і короткий чуб червоні, на голові з боків вони окаймлені блідо-оранжевою смугою, ззаду вона більш темна і більш коричнева. Горло і щоки золотисто-коричневі. Нижня частина потилиці і задня частина шиї білі, окаймдені коричнювато-сірою смугою, спина жовта або оранжева, нижня частина спини темно-оранжева або червона, надхвістя темно-коричневе або тьмяно-оранжеве. Плечі і покривні пера крил чорнувато-коричневі, махові і стернові пера чорнуваті, поцятковані 3-5 рудуватими смугами. Нижня частина тіла коричнева, пера на ній мають широкі темно-червоні кінчики. Боки, груди і верхня частина живота більш жовтуваті. Центральна частина живота сірувато-коричнева, нижні покривні пера хвоста темно-бурі. Нижня сторона крил чорна, поцяткована коричневими смугами. Райдужки карі або оранжево-карі, Дзьоб довгий, долотоподібний, світло-коричневий, знизу жовтуватий. Лапи коричнюваті або сірі. 
У самиць верхня частина голови темно-коричнева, голова з боків сірувато-коричнева, задня частина шиї і верхня частина тіла білуваті, надхвістя бурувате, на шиї з боків вузькі рудуваті смуги, горла і решта нижньої частини тіла темно-сіро-коричневі, поцятковані світлими смугами. Забарвлення молодих птахів є подібне до забарвлення самиць. У молодих самців тім'я червонувате, а надхвістя має жовтувато-оранжевий відтінок. Представники підвиду R. v. xanthopygius вирізняються менш червоним надхвістям у самців, коричневі смуги на спині і надхвісті у них відсутні.

## Підвиди
Виділяють два підвиди:
- R. v. xanthopygius (Finsch, 1905) — Малайський півострів, острови Суматра, Ріау, Банка, Натуна[en] і Калімантан;
- R. v. validus (Temminck, 1825) — Ява.

## Поширення і екологія
Вогнисті дятли мешкають в Таїланді, Малайзії, Індонезія і Брунеї. Вони живуть у вічнозелених тропічних лісах, у вторинних і прибережних лісах та на покинутих плантаціях. Зустрічаються парами або сімейними зграйками, переважно в низовинах, на Малайському півострові на висоті до 1000 м над рівнем моря, переважно на висоті до 700 м над рівнем моря, на Яві і Калімантані місцями на висоті до 2000 м над рівнем моря. Живляться личинками жуків, гісінню, мурахами та іншими комахами. Шукають їжу в мертвій деревині в усіх ярусах лісу, рідше на землі. Сезон розмноження у вогнистих дятлів триває з січня по вересень. Гніздяться в дуплах мертвих дерев, в кладці 1-2 яйця.